# La Victoire mutilée
Pour plus de détails, voir Fiche technique et Distribution.
La Victoire mutilée (The Woman of Bronze) est un film américain réalisé par King Vidor, sorti en 1923.

## Synopsis
Le sculpteur Leonard Hunt reçoit une commande pour un mémorial de guerre. Il prend Sylvia Morton comme modèle de sa statue de "La Victoire", et tombe amoureux d'elle. Mais il n'est pas satisfait de son travail, sa statue manquant d'âme selon lui. Lorsque sa femme Vivian s'en prend à lui, Leonard casse la statue de colère et part. Quelques mois plus tard, il revient pour trouver sa statue restaurée, et il se rend compte qu'il y a chez Vivian ce supplément d'âme qui manquait à son travail. Toutefois, elle ne le reçoit pas à bras ouverts et lui annonce son départ pour l'Italie. Il se remet alors au travail avec fièvre et rejoint sa femme.

## Fiche technique
- Titre original : The Woman of Bronze
- Titre français : La Victoire mutilée
- Réalisation : King Vidor
- Scénario : Hope Loring (en), Louis Duryea Lighton (en) d'après la pièce La Rivale d'Henry Kistemaeckens
- Direction artistique : Joseph C. Wright
- Photographie : L. William O'Connell
- Production : Harry Garson
- Société de production : Samuel Zierler Photoplay Corporation
- Société de distribution : Metro Pictures Corporation
- Pays de production :  États-Unis
- Langue originale : anglais
- Format : Noir et blanc - 35 mm - 1,33:1 - Muet
- Genre : Drame
- Durée : 6 bobines
- Dates de sortie :
  - États-Unis : 23 février 1923

## Distribution
- Clara Kimball Young : Vivian Hunt
- John Bowers : Paddy Miles
- Kathryn McGuire : Sylvia Morton
- Edwin Stevens : Reggie Morton
- Lloyd Whitlock : Leonard Hunt
- Edward Kimball : Papa Bonelli